# プリンプリン (イラストレーター)
プリンプリンは、日本の原画家、イラストレーターである。女性。二児の母。

## 主な作品

### ゲーム原画
商業作品
- スパイラルハリケーン（戯画）
- 恋するコトと見つけたり!（Fizz）
- ひこうき雲の向こう側（FLAT）
- 金色ラブリッチェ　Golden Time(SAGA PLANETS)

同人作品
- 星空に馳せた想い（Lunaria Project） - 非18禁のノベルゲーム。

### ライトノベル
- しゅらばら!（岸杯也作、『MF文庫J』メディアファクトリー）
- ぷれいぶっ!（高遠豹介作、『電撃文庫』アスキー・メディアワークス）
- 三井澄花と四角い悪魔（高遠豹介作、『電撃文庫』アスキー・メディアワークス）
- せんせい、まちがってます。（岸杯也作、『MF文庫J』メディアファクトリー）

### 漫画
- Angel Ring 〜エンジェルリング〜Webコミック[1]（MOONSTONE）

### イラスト
- 桃色大戦ぱいろん - 深雪
- 萌え萌え妖怪辞典　零 『イーグルパブシリングス』